# Braya fernaldii
Braya fernaldii är en korsblommig växtart som beskrevs av Ernst Cleveland Abbe. Braya fernaldii ingår i släktet fjällkrassingar, och familjen korsblommiga växter. Inga underarter finns listade i Catalogue of Life.